# Phlegetonia subviolescens
Phlegetonia subviolescens is een vlinder uit de familie van de Euteliidae. De wetenschappelijke naam van de soort is voor het eerst geldig gepubliceerd in 1958 door Viette.